# Preiswettbewerb
Der Preiswettbewerb (oder Preiskonkurrenz) ist in der Wirtschaft ein Wettbewerb, bei dem Anbieter auf einem relevanten Markt den Preis für Güter und Dienstleistungen als Aktionsparameter einsetzen. Pendants sind der Mengenwettbewerb und Qualitätswettbewerb.

## Allgemeines
Der Preiswettbewerb ist Kernthema der Preispolitik eines Unternehmens. Mit Hilfe des Preiswettbewerbs streben die Anbieter danach, mit einem günstigen Preis-Leistungs-Verhältnis bei den Nachfragern zum Verkaufserfolg zu kommen. Aktionsparameter ist mithin der Marktpreis, beim Mengenwettbewerb – jeweils bei gegebenem Preis – das Absatzvolumen und beim Qualitätswettbewerb die Produkt- oder Dienstleistungsqualität.
Innerhalb des Preiswettbewerbs können zwei unterschiedliche Preisstrategien verfolgt werden, die Niedrigpreispolitik oder die Hochpreisstrategie. Bei der Niedrigpreispolitik sind Preisuntergrenzen zu beachten. Beim simultanen Preiswettbewerb verändern die Anbieter den Preis zum selben Zeitpunkt, beim sequentiellen Preiswettbewerb erfolgen die Preisänderungen zu unterschiedlichen Zeitpunkten.

## Geschichte
Adam Smith bezog 1776 den Wettbewerb noch ausschließlich auf die Preiskomponente. Im Jahre 1838 schrieb Augustin Cournot über das nach ihm benannte Cournot-Oligopol. 1877 sandte Léon Walras einen Entwurf seiner „Théorie mathématique de la richesse sociale“ an Joseph Bertrand, der zunächst jedoch nicht antwortete. Erst nachdem Walras 1883 auf die große Bedeutung Cournots hingewiesen hatte, nahm Bertrand noch im selben Jahr Stellung zu beiden Arbeiten, wobei er den Preiswettbewerb im homogenen Oligopol untersuchte. Der Cournotschen Mengenreaktion stellte Bertrand eine Preisreaktion gegenüber. Inzwischen war Léon Walras‘ Theorie der Preisfestsetzung im Rahmen eines perfekten Wettbewerbs 1874 Bestandteil seiner „reinen Politischen Ökonomik“.
Henry L. Moore ging 1906 davon aus, dass Güter gleicher Qualität einen einheitlichen Preis haben müssten. Lawrence Abbott klassifizierte 1955 seine Marktformen in eine „obere Stufe“ (vollkommener Wettbewerb), eine „mittlere Stufe“ (reiner Preiswettbewerb oder reiner Qualitätswettbewerb) und eine „untere Stufe“ (Fehlen von Wettbewerb). Reiner Preiswettbewerb ist für ihn eine höhere Form der „mittleren Stufe“.

## Preiswettbewerb nach Güterart
Unterschieden wird hierbei zwischen homogenen und heterogenene Gütern. Homogene Güter verschiedener Anbieter sind völlig identisch. Der Preiswettbewerb mit homogenen Gütern wird Bertrand-Wettbewerb genannt. Alle Nachfrager kaufen (bei vollständiger Information und rationalem Verhalten) das billigste Produkt. Bereits bei lediglich zwei Anbietern führt ein Preiswettbewerb dazu, dass die Anbieter die Grenzkosten als Preis wählen. Bei heterogenen Gütern dagegen führt ein geringfügig höherer Preis nicht zu einem Nachfragerückgang, der Preis kann hier als Aktionsparameter eingesetzt werden. Ein Preiswettbewerb ist deshalb bei heterogenen Produkten am sinnvollsten.

## Preiswettbewerb nach Marktform
Im Monopol ist jeder Wettbewerb ausgeschlossen, also auch der Preiswettbewerb. Eine Kostenführerschaft im Sinne eines Grenzkostenvorteils führt im Falle eines homogenen Gutes bei Preiswettbewerb stets zu einem faktischen Monopol des Kostenführers. Eine Sonderform ist die monopolistische Konkurrenz, bei es sich aber formal um ein Polypol auf einem unvollkommenen Markt handelt. Jeder Anbieter verfügt über einen monopolistischen Spielraum, innerhalb dessen es ihm möglich ist, ähnlich wie in einem Monopol, Preis oder Menge festzulegen. Im Stackelberg-Duopol ist zumindest der Marktführer in der Lage, die Reaktion des Konkurrenten vorherzusehen und entsprechend zu reagieren. In Oligopolen hängt der Preiswettbewerb bei heterogenen Gütern vom preispolitischen Spielraum der Anbieter ab, wobei auf Wachstumsmärkten ein großer Preiswettbewerb erwartet werden kann, bei Marktsättigung oder Schrumfpmärkten dagegen ist der Preisspielraum gering. Senkt ein Oligopolist den Preis, wird ein anderer zur Vermeidung eines Nachfragerückgangs ebenfalls den Preis senken. Im Polypol ist der Einfluss eines Anbieters auf die Preise vernachlässigbar gering.

## Preiswettbewerb in einzelnen Wirtschaftszweigen
Der Einzelhandel hat mit der Einführung eigener Handelsmarken den Preiswettbewerb mit den Markenprodukten der Nahrungsmittelhersteller intensiviert. Typisch sind im Einzelhandel die gebrochenen Preise, weil Verbraucher einen Produktpreis von 19,90 Euro als wesentlich günstiger beurteilen als ein Produkt, das 20,10 Euro kostet. Der objektiv kleinen Differenz (0,20 Euro) steht eine deutlichere Differenz in der Beurteilung dieser Preise gegenüber. Rabatte, Lockvogelangebote und Sonderangebote verschärfen diesen Preiskampf zusätzlich. Die Verwendung üblicher Handelsspannen führt Erich Gutenberg zufolge zu Einschränkungen des Preiswettbewerbs.
Innerhalb des Bankwesens betrifft der Preiswettbewerb die Soll- und Habenzinsen und Bankgebühren. Kredite und Bankguthaben werden durch ihre unterschiedliche individuelle Ausgestaltung (insbesondere Laufzeit und Verwendungszweck) zu heterogenen Gütern, bei denen Qualitätswettbewerb möglich ist. Im Versicherungswesen findet der Preiswettbewerb über die Gestaltung der Versicherungsprämien statt, die das Entgelt für die Gefahrtragung oder die Geld- oder Naturalleistung des Versicherungsunternehmens im Versicherungsfall darstellt.

## Preis- und Qualitätswettbewerb
Preis- und Qualitätswettbewerb können wie folgt gegenübergestellt werden:
|                      | Preiswettbewerb   | Qualitätswettbewerb                       | Mengenwettbewerb |
| -------------------- | ----------------- | ----------------------------------------- | ---------------- |
| Aktionsparameter     | Preis             | Produktqualität / Dienstleistungsqualität | Absatzvolumen    |
| Wettbewerbsstrategie | Preisführerschaft | Qualitätsführerschaft                     | Mengenfixierer   |

Als Wettbewerbsstrategie kann Preisführerschaft oder Qualitätsführerschaft angestrebt werden. Bei der Preisstrategie verfolgen die Anbieter das Ziel, mit einem günstigen Preis-Leistungs-Verhältnis vor anderen Anbietern bei den Nachfragern zum Verkaufserfolg zu kommen.

## Wirtschaftliche Aspekte
Beim Preiswettbewerb sind die Produkte/Dienstleistungen homogen und weisen keine Präferenzen auf. Liegt eine günstigere Kostenstruktur vor, kann der Preiswettbewerb zu einem Wettbewerbsvorteil führen und damit die Gewinnchancen erhöhen. Coopetition verhindert einen Preiswettbewerb, Grenzanbieter können nicht am Preiswettbewerb teilnehmen, da ansonsten die Umsatzerlöse die Gesamtkosten unterschreiten. Hochpreisstrategien halten sich aus dem Preiswettbewerb heraus. Im Preiswettbewerb setzt das Gewinnmaximum möglichst hohe und das Nutzenmaximum möglichst niedrige Preise voraus.
Der Preiswettbewerb kann – wie der Qualitätswettbewerb – zum Verdrängungswettbewerb von Konkurrenten führen. Das kann auch die Abwanderung von Anbietern in Niedriglohnländer herbeiführen, um von dort aus mit geringeren Arbeitskosten am Preiswettbewerb (wieder) teilnehmen zu können. Im Hinblick auf die größeren Verzögerungseffekte in der Anpassung an Qualitätsänderungen der Konkurrenz gehen auf Qualitätsvorsprüngen beruhende Pioniergewinne nicht so schnell verloren wie beim Preiswettbewerb, so dass Unternehmen den Qualitätswettbewerb bevorzugen. Denn es ist generell davon auszugehen, dass den Konkurrenten die Aktionsmöglichkeiten erst im Laufe der Zeit zuwachsen und nicht wie im Preiswettbewerb sofort verfügbar sind.